# Cool Devices
Cool Devices (クールディバイシス?, Kūru Dibaishisu) è  il titolo di una serie di OAV hentai composta da 11 episodi di circa 30 minuti ciascuno, distribuita da Leed Publishing nel 1996; le trame degli episodi contengono scene di sesso principalmente basate su BDSM e feticismo. Gli episodi della serie sono diretti da diversi autori e non hanno una trama comune, per questo è chiamata "antologia dell'hentai". Cool Devices è una serie rinomata sia per l'eccellente produzione (per un titolo hentai di quei tempi) sia per la qualità e l'esasperazione che caratterizza il contenuto.

## Episodi

### Curious Fruit
Sceneggiatura: MON-MON.
Storyboard: Shinji Kubota.
Regia: Osamu Shimokawa.
Una giovane ragazza di nome Ai, attratta dal comportamento esibizionista di due sconosciuti, li segue e viene introdotta nel mondo underground del BDSM; partecipa a giochi sessuali S&M in una discoteca attrezzata e le vengono apposti dei piercing ai capezzoli. La trasformazione da pudica verginella a spregiudicata regina la rende difficilmente riconoscibile perfino dalle amiche.

### Sacred Girl
Sceneggiatura: Hiroyuki Utatane.
Regia: Megumi Saki.
Anni dopo la morte dei genitori, un ragazzo eredita la villa di famiglia e la trasforma in una casa d'appuntamenti di lusso, rimanendo comunque a viverci insieme con la sorella. Dalla sala di controllo, può osservare cosa accade nelle stanze attraverso alcuni schermi collegati a telecamere dislocate in tutta la casa; ciò che più lo attrae è osservare la sorella, di cui è innamorato. Sebbene la sorella lo ricambi, lui non osa farsi avanti, fino al provvidenziale intervento di un'amica. Orgia finale con immancabili telecamere.

### Winter Swimsuit
Sceneggiatura: Fuyuno Mizugi.
È la prima parte del terzo episodio.
Mentre fuori nevica, una ragazza in costume da bagno e il suo nuovo partner copulano. L'uomo le strappa il costume in punti strategici.

### Enema
Sceneggiatura: Fuyuno Mizugi.
È la seconda parte del terzo episodio.
In un bagno pubblico, una ragazza dai capelli verdi e un ragazzo copulano. Umorismo involontario nell'ultima scena.

### Kirei
Sceneggiatura e storyboard: Yumisuke Kotoyoshi.
Kirei e Rui, due ragazze in vacanza su un'isola semideserta, vengono rapite, drogate e molestate da alcuni uomini dall'enorme corporatura. Quando non sono più di loro gusto, vengono gettate via come oggetti. Kirei è la parola giapponese che esprime bellezza, in riferimento sia al nome della protagonista sia alle farfalle multicolori che si trovano sull'isola.

### Slave Girl Mariko
Sceneggiatura: PIL.
Storyboard: Yume Otoko.
Una giovane ragazza viene rapita e sottoposta ad un "addestramento" volto a trasformarla in una schiava sottomessa.

### SM Queen Saki
Sceneggiatura: PIL.
Storyboard: Yume Otoko.

Stessi personaggi di "Slave Girl Mariko", di cui sembra un sequel.
Per festeggiare il ricordo di un famoso artista BDSM, il figlio tiene una festa a tema. La regina della casa, Saki, per l'occasione si trova a dover invertire le parti con le donne che solitamente sottomette. Questo le riporta alla mente i ricordi di quando, giovanissima, veniva addestrata dal defunto artista.

### Yellow Star
Sceneggiatura: Touboku Akutagawa.
La madre di Ayana, vedova, si risposa con un corpulento investigatore; nonostante l'apparenza egli è un trafficante di droga e non esita a uccidere chi gli crea problemi: la "Yellow Star" è una droga allucinogena che causa allucinazioni, limitata paralisi e agisce da stimolante sessuale. Quando la madre di Ayana si assenta da casa per qualche tempo lei vorrebbe stare con il suo ragazzo, ma il detective glielo impedisce e comincia a somministrarle la Yellow Star per poi abusare di lei. La cosa continua per un paio di mesi, durante i quali Ayama non osa parlare della situazione con nessuno, finché agli abusi non cominciano a partecipare anche alcuni spacciatori. Disperata, Ayama riesce ad uccidere il patrigno con la sua stessa pistola, coinvolgendolo in un'esplosione. La scena finale la mostra risollevata mentre aspetta il suo ragazzo in un parco, quando un paio di spacciatori la costringono a seguirli, la drogano e riprendono ad abusare di lei.

### Slave Warrior Maya (prima parte)
Sceneggiatura: Konodonto ("Slave Fighter Maya", Akaneshinsha).
Tratto da un manga di Akaneshinsha, è l'episodio pilota della serie. Maya Misutani, studentessa, viene attirata da un negromante e trasportata magicamente in una dimensione parallela, dove incontra due personaggi dalla faccia di rana che la vendono al mercato delle schiave. Acquistata da un nobile di nome Lord Estilgar, viene sottoposta ad un trattamento volto a trasformarla in una schiava del sesso. Raggiunta dai ranocchi, riesce ad ingannarli e liberarsi, ma viene circondata dai guerrieri del nobile; attratta da una voce lontana, impugna una spada magica e sprigiona una forza sovrumana, sconfiggendo facilmente i nemici. Viene però ripresa, imprigionata e sottoposta ad un rito magico che la trasforma in futanari (ermafrodita). Nel frattempo, una nave spaziale della Federazione raggiunge il pianeta in cerca di un essere citato in un'antica profezia, "superiore all'uomo e alla donna", che dovrebbe risolvere i problemi dell'universo.

### Slave Warrior Maya (seconda parte)
Sceneggiatura: Konodonto ("Slave Fighter Maya", Akaneshinsha).
La trama si allaccia direttamente all'episodio precedente con un flashback del rito magico. L'azione è focalizzata sulle nuove caratteristiche fisiche di Maya, che cerca nuovamente di scappare ma viene puntualmente ripresa e punita: le viene impiantato nella zona genitale un parassita che soggioga la sua volontà. Nel frattempo, la Federazione continua a cercarla.

### Binding
Sceneggiatura: Persian Soft.
Regia: Hiro Asano.
Masaki è uno studente di giornalismo che viaggia in treno alla ricerca di buone storie da raccontare. Nel dormiveglia, sogna di copulare con una ragazza che non ha mai visto, a cui promette di liberarla (da qualcosa che non conosce). Svegliatosi di soprassalto si rende conto che qualcuno gli sta rubando i bagagli, scende dal treno ma rimane a piedi senza soldi né documenti; c'è anche un terremoto. Dopo pochi passi incontra la ragazza che ha sognato, Miyuki, che lo informa che il terremoto ha danneggiato la ferrovia e lo invita a passare la notte con lei. 
Nella casa della ragazza vivono soltanto donne. Durante la notte Masaki viene svegliato da dei rumori inconfondibili e si ritrova a copulare con due delle ragazze della casa, finché perde i sensi. Al risveglio si ritrova a copulare con un'altra ragazza, finché perde di nuovo i sensi. Al mattino pensa di aver sognato. La cosa si ripete un altro paio di volte finché Masaki capisce di essere stato drogato dalla matrona della casa, che tiene le ragazze prigioniere e le domina sessualmente. Viene imprigionato e copula con Miyuki, approfittando poi di un improvviso terremoto per farla scappare dalla casa, che crolla dietro di loro.
Si risveglia in treno con i suoi bagagli e l'album da disegno di Miyuki. Sogno o realtà?

### Fallen Angel Rina
Sceneggiatura: MON-MON.
Rina è una giovane pop idol con un folto seguito di ammiratori. Sfortunatamente suo padre è vittima di un incidente e lei si trova costretta a cambiare contratto, mettendosi a disposizione di un'organizzazione meno interessata alle sue canzoni e più interessata al suo corpo. Viene costretta a spogliarsi in pubblico e copulare con degli sconosciuti in un cinema, per poi essere (temporaneamente) venduta come schiava ad un'asta. La sua pudicizia e la sua verginità sono soltanto un lontano passato.
Qualche mese dopo, quando l'organizzazione è soddisfatta, torna a cantare in pubblico; tutto sembra tornato alla normalita, quando improvvisamente, dopo la sua canzone più popolare, si spoglia e invita il pubblico del concerto a raggiungerla..